# 中村和久
中村 和久（なかむら かずひさ、7月6日 - ）は、日本の男性アニメーター、アニメ演出家である。WHITE FOX所属。

## 来歴・人物
アニメ制作会社のエムアイ（現・Wish）に動画マンとして入社。その後原画を担当するようになり、2003年に『カスミン』第3シリーズの第5話「カスミ、泳ぐ」で自身初の作画監督を務める。オー・エル・エムに移籍後は、主に同社のプロデューサーであった岩佐岳の制作チーム「OLM TEAM IWASA」の制作作品を多く手がける。2006年の『うたわれるもの』では前々から興味があったという、第10話「傭兵」の演出の役職にも進出している。岩佐が独立してWHITE FOXを設立する際には設立メンバーの一人となり、そのままWHITE FOXに所属している。

## 主な参加作品

### テレビアニメ
1999年
- 十兵衛ちゃん-ラブリー眼帯の秘密-（原画）

2000年
- ドキドキ♡伝説 魔法陣グルグル（原画）
- 幻想魔伝 最遊記（原画）

2001年
- ジーンシャフト（原画）
- フルーツバスケット（原画）

2002年
- アベノ橋魔法☆商店街（原画）
- ポケットモンスター サイドストーリー（-2004年、＃3・13原画）

2003年
- おもいっきり科学アドベンチャー そーなんだ!（-2004年、作画監督・原画）
- カスミン 第3シリーズ（作画監督・原画）

2004年
- アガサ・クリスティーの名探偵ポワロとマープル（-2005年、作画監督・原画）

2005年
- SHUFFLE!（-2006年、作画監督・原画）
- ふしぎ星の☆ふたご姫（-2006年、原画）

2006年
- うたわれるもの（演出・総作画監督補・作画監督・原画・第二原画・OP原画）
- スーパーロボット大戦OG -ディバイン・ウォーズ-（-2007年、原画）

2007年
- ケロロ軍曹（4thシーズン、原画）
- ながされて藍蘭島（作画監督・原画・OP原画）
- D.C.II 〜ダ・カーポII〜（キーアニメーター）

2008年
- D.C.II S.S. 〜ダ・カーポII セカンドシーズン〜（OP原画）

2009年
- ティアーズ・トゥ・ティアラ（演出・作画監督・設定協力・原画・ED原画）

2010年
- 刀語（作画監督・原画・OP原画）

2011年
- STEINS;GATE（プロップデザイン・作画監督・OP原画）

2012年
- ヨルムンガンド（キャラクターデザイン・総作画監督・作画監督・OPED作画監督）
- ヨルムンガンド PERFECT ORDER（キャラクターデザイン・総作画監督・OPED作画監督・OPED原画）

2013年
- はたらく魔王さま！（作画監督・原画）

2014年
- アカメが斬る!（キャラクターデザイン・総作画監督・作画監督・OPED作画監督・OP1演出）

2015年
- ミカグラ学園組曲（作画監督協力）
- うたわれるもの 偽りの仮面（演出・作画監督・原画）

2016年
- Re:ゼロから始める異世界生活（作画監督・原画）
- 装神少女まとい（作画監督・原画）

2017年
- ゼロから始める魔法の書（作画監督）
- 少女終末旅行（作画監督）

2018年
- シュタインズ・ゲート ゼロ（作画監督・原画・OP2原画）
- ゴブリンスレイヤー（OP原画）

2019年
- 慎重勇者〜この勇者が俺TUEEEくせに慎重すぎる〜（作画監督）

### 劇場アニメ
- 劇場版ポケットモンスター 幻のポケモン ルギア爆誕 （1999年、動画）
- 劇場版ポケットモンスター 水の都の護神 ラティアスとラティオス （2002年、原画）

### OVA
- みずいろ 全年齢版 （2003年、＃2作画監督・＃1・2原画）